# The Dilemma
The Dilemma är en amerikansk dramakomedi som hade världspremiär på bio den 13 januari 2011 och Sverigepremiär på DVD den 18 maj 2011.  Filmen regisserades av Ron Howard med Vince Vaughn och Kevin James i huvudrollerna.

## Handling
Sedan college har den evige ungkarlen Ronny (Vince Vaughn) och den lyckligt gifte Nick (Kevin James) tillsammans gått igenom både vått och torrt. Numera äger de en bildesignfirma tillsammans, och drömmer om uppdraget som skulle kunna bli det riktiga startskottet för deras företag. Med Ronnys flickvän Beth (Jennifer Connelly) och Nicks fru Geneva (Winona Ryder) vid deras sidor tycks de vara oslagbara. 

## Rollista
| Vince Vaughn      | – Ronny Valentine |
| Kevin James       | – Nick Brannen    |
| Winona Ryder      | – Geneva Brannen  |
| Jennifer Connelly | – Beth            |
| Channing Tatum    | – Zip             |
| Queen Latifah     | – Susan Warner    |
| Chelcie Ross      | – Thomas Fern     |
| Amy Morton        | – Diane Tutin     |
| Clint Howard      | – Herbert Trimpy  |